# اورشاک (اوفا، باشقیرستان)
اورشاک (انگلیسی: Urshak, Ufa, Republic of Bashkortostan) یک شهرک در منطقه شهری اوفای جمهوری باشقیرستان در کشور روسیه است.